# Chactidae
Famille
Les Chactidae sont une famille de scorpions.

## Distribution
Les espèces de cette famille se rencontrent en Amérique, de l'Ouest des États-Unis à l'Est du Brésil.

## Liste des genres
Selon The Scorpion Files (28/07/2023) :
- Auyantepuia González-Sponga, 1978
- Broteochactas Pocock, 1893
- Brotheas C. L. Koch, 1837
- Chactas Gervais, 1844
- Chactopsis Kraepelin, 1912
- Chactopsoides Ochoa, Rojas-Runjaic, Pinto-Da-Rocha & Prendini, 2013
- Guyanochactas Lourenco, 1998
- Hadrurochactas Pocock, 1893
- Megachactops Ochoa, Rojas-Runjaic, Pinto-Da-Rocha & Prendini, 2013
- Neochactas Soleglad & Fet 2003
- Nullibrotheas Williams, 1974
- Spinochactas Lourenço, 2016
- Teuthraustes Simon, 1878
- Uroctonus Thorell, 1876
- Vachoniochactas Gonzalez-Sponga, 1978

Selon World Spider Catalog (version 23.5, 2023) :
- † Araripescorpius Campos, 1986

## Systématique et taxinomie
Cette famille a été décrite par Pocock en 1893 comme une tribu des Iuridae. Elle est élevée au rang de famille par Laurie en 1896.
Le genre Chactopsis est placé dans cette famille par Lourenço en 2003 tandis que Soleglad et Sissom en 2001 le plaçait dans les Euscorpiidae.
Fet et Soleglad répartissaient les genres en trois sous-famille les Chactinae avec Chactas, Nullibrotheas, Teuthraustes et Vachoniochactas, les Brotheinae avec Broteochactas, Brotheas, Hadrurochactas, Neochactas et Belisarius et les Uroctoninae avec Anuroctonus et Uroctonus.

## Publication originale
- Pocock, 1893 : « Notes on the classification of scorpions, followed by some observations upon synonymy, with descriptions of new genera and species. » Annals and Magazine of Natural History, sér. 6, vol. 12, p. 303–330 (texte intégral).